# ألبرت دياز
ألبرت دياز (بالإنجليزية: Albert Diaz) هو محامي وقاضي أمريكي، ولد في 1960 في نيويورك في الولايات المتحدة.